# Bollington
 (juillet 2018).
Si vous disposez d'ouvrages ou d'articles de référence ou si vous connaissez des sites web de qualité traitant du thème abordé ici, merci de compléter l'article en donnant les références utiles à sa vérifiabilité et en les liant à la section « Notes et références ».
Bollington est une ville d'Angleterre, située dans l'autorité unitaire du Cheshire de l'Est et dans le comté cérémonial du Cheshire, au nord-ouest du pays. La population comptait 7 723 habitants en 2021.

## Personnalités liées à la ville
- James Bailey (1988-), footballeur, y est né.